# رافائو کورزاوا

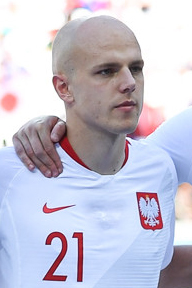
رافائو کورزاوا - ۲۰۱۸

رافائو ماچی کورزاوا (لهستانی: Rafał Maciej Kurzawa؛ زادهٔ ۲۹ ژانویهٔ ۱۹۹۳) بازیکن فوتبال اهل لهستان است.
از باشگاه‌هایی که در آن بازی کرده‌است می‌توان به گورنیک زابژه، آمیان، میتیولن و اسبیرگ اشاره کرد.
وی همچنین در تیم ملی فوتبال لهستان بازی کرده‌است.